# Impotenti esistenziali
Impotenti esistenziali (italienska: Impotenti esistenziali) är en italiensk komedifilm från 2009.